# Advaita Vedânta
Advaita Vedanta é uma das três escolas de Vedanta do pensamento monista hindu.
A palavra Vedanta vem de "Vedas - livros sagrados da antiga Índia" e "anta - final", ou seja, é a culminação dos Vedas, a parte final e mais avançada dos Vedas. Há ainda um outra possibilidade de entendimento para o termo, significando a associação de textos complementares "ao final" do corpo principal dos Vedas. Os textos complementares em questão seriam as Upanishads.
Advaita literalmente significa "não dois", não dual; é um sistema filosófico que sustenta a não realidade, ou ilusão, de tudo aquilo que não seja a Consciência Suprema, Eterna e Infinita (Brahman). O Vedanta caracteriza Brahman como realidade (Sat), consciência (Cit) e beatitude (Ānanda).
Nacionalistas Hindus clamam que o Vedanta tem origem nos ensinamentos dos Upanishads, entretanto há um consenso entre estudiosos modernos que o Vedanta tem origem bem mais recente no trabalho do Shankara (788-820), que na época tentava combater a influência budista na Índia.  Shankara através da análise da consciência experimental, expôs a natureza relativa do mundo e estabeleceu a realidade não dual ou Brahman, na qual Atman (a alma individual) ou Brahman (a realidade última) são absolutamente identificadas.

## Princípios

### A unidade da existência
A unidade de existência é um dos grandes temas da Vedanta e um pilar essencial da sua filosofia. 
De acordo com ela, a unidade é a canção da vida; é o grande tema que subjaz às ricas variações que existem em todo o cosmos. O que quer que vemos e o que experimentamos é apenas uma manifestação dessa eterna unidade. A divindade no âmago do nosso ser é a mesma divindade que ilumina o sol, a lua e as estrelas. Não há nenhum lugar onde nós, infinitos em nossa natureza, não existimos. Embora o conceito de unicidade possa ser intelectualmente atraente, sem dúvida é muito difícil colocá-lo em prática. 
Não há nenhuma dificuldade em sentir essa unidade com os grandes e nobres seres ou com aqueles que já amamos. Também não é difícil experimentarmos um sentimento de unidade com as árvores, com o mar e com céu. Mas a maioria de nós se recusa a experimentar a unidade com seres repelentes tais como a barata ou o rato – sem falar no antipático colega de trabalho a quem mal conseguimos tolerar. 
No entanto, é justamente aí que os ensinamentos da Vedanta são aplicáveis para perceber que todos estes múltiplos aspectos da criação estão unidos em e através da divindade. O Ser que está dentro de mim, o Atman, é o mesmo Ser que está dentro de você, não importa se o “você” em questão é um santo, um assassino, um gato, uma mosca, uma árvore, ou um motorista irritante com quem cruzamos no trânsito. 
“O Ser está em toda parte”, diz o Isha Upanishad. “Aquele que vê todos os seres no Ser, e o Ser em todos os seres, não odeia ninguém. Para quem vê a unicidade em todos os lugares, como pode haver decepção ou tristeza? ” Todo o medo e toda a infelicidade surgem de nosso senso de separação da grande unidade cósmica, a rede do ser que nos envolve. “Existe o medo do segundo/do outro”, diz o Brihadaranyaka Upanishad. 
A Vedanta afirma que a dualidade, o nosso sentimento de separatividade em relação ao resto da criação, é sempre um equívoco, uma vez que implica na existência de algo além de Deus. Não pode haver nenhum outro. “Esta grande pregação, a unidade de todas as coisas, que faz de nós um com tudo o que existe, é a grande lição a aprender”, disse Swami Vivekananda um século atrás.
De acordo com a Vedanta, o Ser é a essência do universo, a essência de todas as almas. Você é uno com o universo. Aquele que diz que é diferente dos outros, mesmo que apenas por um fio de cabelo, torna-se imediatamente infeliz. A felicidade pertence àquele que conhece essa unidade, que sabe que ele é uno com o universo. 

### O conceito de Maya
A Vedanta declara que nossa natureza real é divina: pura, perfeita, eternamente livre. Não temos que nos tornar Brahman, nós somos Brahman. Nosso verdadeiro Ser, o Atman, é um com Brahman. Mas, se nossa natureza real é divina, por que, então, estamos tão incrivelmente inconscientes disso?
A resposta para essa pergunta está no conceito de maya, ou ignorância. Maya é o véu que encobre nossa natureza real e a natureza real do mundo à nossa volta. Maya é fundamentalmente insondável: não sabemos por que ela existe e não sabemos quando ela começou. O que realmente sabemos é que, como qualquer forma de ignorância, maya deixa de existir com o raiar do conhecimento, o conhecimento da nossa natureza divina.
Brahman é a verdade real da nossa existência: em Brahman, vivemos, movemos-nos e existimos. “Tudo isto é verdadeiramente Brahman”, declaram os Upanishads – as escrituras que compõem a filosofia Vedanta. O mundo mutável que vemos à nossa volta pode ser comparado às imagens que se movem na tela do cinema: sem a tela imutável por trás, não pode haver filme. Da mesma forma, por trás deste mundo mutável, é o imutável Brahman – o substrato da existência – quem dá ao mundo sua realidade.
Porém, para nós, essa realidade é condicionada, como um espelho deformado, por tempo, espaço e causalidade – a lei de causa e efeito. Além disso, nossa visão da realidade ainda é obscurecida pela identificação equivocada: nós nos identificamos com o corpo, a mente e o ego, em vez de nos identificarmos com o Atman, o Ser divino.
Essa percepção equivocada original cria mais ignorância e dor, num efeito dominó: ao nos identificarmos com o corpo e a mente, tememos a doença, a velhice e a morte; ao nos identificarmos com o ego, sofremos de raiva, ódio e centenas de outros tormentos. Ainda assim, nada disso afeta nossa natureza real, o Atman.
Maya pode ser comparada às nuvens que encobrem o sol: o sol permanece no céu, porém a nuvem densa nos impede de vê-lo. Quando as nuvens se dispersam, tornamo-nos conscientes de que o sol lá esteve o tempo todo. Nossas nuvens – maya, que surge como egoísmo, ódio, ganância, luxúria, raiva, ambição – são sopradas para longe quando meditamos sobre nossa natureza verdadeira, quando nos ocupamos de ações altruístas e quando agimos e pensamos consistentemente nas formas de manifestarmos nossa real natureza: isto é, por meio de veracidade, pureza, contentamento, autocontrole e paciência. Essa purificação mental afasta as nuvens de maya e deixa nossa natureza divina brilhar.
Shankara, o grande sábio-filósofo da Índia do século sétimo, usava o exemplo da corda e da cobra para ilustrar o conceito de maya. Andando por uma rua escura, um homem vê uma cobra; seu coração bate mais forte, sua pulsação acelera. Examinando mais de perto, a “cobra” vem a ser um pedaço de corda enrolada. Uma vez que a ilusão se desfaz, a cobra desaparece para sempre.
Assim, andando pela rua escura da ignorância, vemos a nós mesmos como criaturas mortais, e, à nossa volta, o universo do nome e da forma, o universo condicionado por tempo, espaço e causalidade. Ficamos cientes de nossas limitações, escravidão e sofrimento. “Examinando mais de perto”, tanto a criatura mortal quanto o universo não são outra coisa senão Brahman. Uma vez que a ilusão se desfaz, nossa mortalidade e também o universo desaparecem para sempre. Vemos Brahman existindo em todo lugar e em todas as coisas.

### Karma e reencarnação
O sofrimento humano é um dos mistérios mais constrangedores da religião. Por que pessoas inocentes sofrem? Por que Deus permite o mal? Deus não pode fazer nada ou Ele escolhe não fazer? E se Ele decide não fazer, isso significa que é cruel? Ou simplesmente indiferente?
A Vedanta tira o problema da jurisdição de Deus e firmemente o entrega a nós.  Não podemos culpar nem Deus nem demônio. Nada nos acontece pelo capricho de algum agente externo: somos nós mesmos os responsáveis pelo que a vida nos traz; todos estamos colhendo os resultados de ações anteriores, nesta vida ou em vidas passadas. Para entender melhor isso precisamos primeiro entender a lei do karma.
A palavra karma vem do verbo sânscrito kri, fazer. Apesar de karma significar ação, significa também o resultado da ação. Qualquer ação que tenhamos feito ou qualquer pensamento que tenhamos tido criaram uma impressão, tanto em nossas mentes quanto no universo ao redor de nós. O universo nos devolve o que demos a ele: “Colhemos o que plantamos”, disse Cristo. Bons pensamentos e ações criam bons efeitos, maus pensamentos e ações criam efeitos maus.
Sempre que realizamos alguma ação e sempre que temos algum pensamento, uma impressão – um tipo de marca sutil – é criada na mente. Essas impressões ou marcas são conhecidas como samskaras. Algumas vezes somos conscientes desse processo de impressão; mas, com a mesma frequência deixamos de ser. Quando ações e pensamentes se repetem, as marcas se tornam mais profundas. A combinação dessas “marcas” – samskaras – cria nosso caráter individual e também influencia fortemente nossos pensamentos e ações subsequentes.  Se sentimos raiva com facilidade, por exemplo, criamos uma mente raivosa predisposta a reagir com raiva em vez de agir com paciência ou compreensão. Da mesma forma que a água ganha força quando se dirige a um canal estreito, também as marcas na mente criam canais de padrões de comportamento que se tornam extraordinariamente difíceis de resistir ou reverter. Mudar um hábito mental arraigado torna-se literalmente uma batalha morro acima.
Se nossos pensamentos predominantes são de bondade, amor e compaixão, nosso caráter reflete isso e esses mesmos pensamentos retornarão a nós cedo ou tarde. Se enviamos pensamentos de ódio, raiva ou mesquinhez, esses pensamentos também voltarão a nós.
Nossos pensamentos e ações agem mais como bumerangues do que como flechas – eles acabam encontrando o caminho de volta. Os efeitos do karma podem vir imediatamente, mais tarde na vida ou em uma outra vida; o que é absolutamente certo, contudo, é que em algum momento aparecerão. Até que se alcance a liberação, vivemos e morremos nos limites da lei do karma, o grilhão da causa e do efeito.
O que acontece na morte se não atingimos a liberação?
Quando uma pessoa morre, somente o corpo físico “morre”. A mente, que contém as impressões mentais da pessoa, continua após a morte do corpo. Quando a pessoa renasce, é um novo corpo físico acompanhado pela antiga mente com as impressões ou “marcas” das vidas anteriores que “nasce”. Quando o ambiente favorece, esses samskaras manifestam-se outra vez na nova vida.
Felizmente, esse processo não continua eternamente. Quando atingimos a realização de Deus ou autorrealização, a lei do karma é transcendida, o Ser abandona sua identificação com o corpo e mente e reconquista sua liberdade, perfeição e bem-aventurança originais.
Quando analisamos friamente o mundo a nossa volta, ele não parece fazer muito sentido. Se julgarmos pelas aparências, pode parecer que muitas pessoas escaparam do laço do destino: muitas pessoas más morreram em paz em suas camas. Pior do que isso, pessoas boas e nobres sofreram sem causa aparente, e tiveram sua bondade retribuída com ódio e tortura. Pensem no Holocausto; pensem no abuso de crianças.
Se olharmos apenas a superfície, o universo parece absurdo no melhor dos casos, e perverso no pior. Mas isso acontece porque não estamos olhando profundamente; estamos apenas vendo o período desta vida, não as vidas que a precederam nem as vidas que poderão vir. Quando vemos uma calamidade ou um triunfo, estamos apenas vendo uma imagem congelada de um filme muito, muito longo. Não podemos ver nem o começo nem o final do filme. O que com certeza sabemos, contudo, é que cada um, não importa o quão depravado possa ser, terminará, no curso de muitas vidas e sem dúvida de muito sofrimento, por realizar sua própria natureza divina. Esse é o inevitável final feliz do filme.
A lei do karma não faz da Vedanta uma filosofia fria e fatalista? De forma alguma.
A Vedanta confere poder pessoal e, ao mesmo tempo, profunda compaixão. Primeiro, se criamos – por nossos próprios pensamentos e ações – a vida que estamos tendo hoje, temos também o poder de criar a vida que teremos amanhã. Quer gostemos ou não, quer queiramos ou não assumir a responsabilidade, isso é o que estamos fazendo a cada passo do caminho. A Vedanta não nos autoriza a por a culpa em qualquer outra coisa: cada pensamento e ação constrói nossa experiência futura.
A lei do karma implica então que devemos ser indiferentes em relação aos outros pois, afinal, eles apenas estão obtendo o que merecem?
Definitivamente, não. Se o karma de uma pessoa a faz sofrer, temos uma oportunidade para aliviar aquele sofrimento de qualquer forma que nos for possível: agindo assim cria-se bom karma. Não precisamos ser indevidamente heróicos, mas podemos sempre oferecer uma ajuda ou ao menos uma palavra gentil. Se escolhermos não fazer o que quer que esteja em nosso limitado alcance para suavizar a dor dos que estão à nossa volta, estamos delineando um mau karma para nós mesmos. Na verdade, estamos apenas nos machucando.
A unidade é a lei do universo, e essa verdade é a real raiz de todos os atos de amor e compaixão. O Atman, meu verdadeiro Ser, é o mesmo Espírito que habita em todos; não pode haver dois Atmans. A consciência não pode ser dividida; é todo-penetrante. Meu Atman e seu Atman não podem ser diferentes. Por essa razão, a Vedanta diz: ame o seu próximo como a si mesmo pois o seu próximo É você mesmo.

### A harmonia das religiões
“A Verdade é uma só, os sábios a chamam por diversos nomes,” declarou há milhares de anos o Rig Veda, um dos mais antigos textos da Vedanta.
Todos buscamos a verdade, afirma a Vedanta, e essa verdade aparece com numerosos nomes e formas. A verdade – a realidade espiritual – permanece a verdade, embora surja com diferentes disfarces e se aproxime de nós vinda de várias direções. “Qualquer que seja o caminho no qual as pessoas viajem, esse é o Meu caminho,” diz o Bhagavad Gita. “Não importa por onde andem, todos os caminhos levam a Mim.”
Se todas as religiões são verdadeiras, por que então tanta luta?
Principalmente em razão da política, e das distorções que as culturas e mentes humanas limitadas impõem sobre a realidade espiritual. O que geralmente é considerado “religião” é uma mistura de coisas essenciais e não essenciais. Como Ramakrishna disse, todas as escrituras contém uma mescla de areia e de açúcar. Precisamos separar o açúcar e deixar a areia: devemos extrair a essência da religião – se a chamamos de união com Deus ou de autorrealização – e deixar o resto para trás. Abracemos tudo aquilo que nos ajude a manifestar nossa divindade, e evitemos tudo que nos afasta desse ideal.
As carnificinas infligidas ao mundo em nome da religião têm muito pouco a ver com a genuína religião. As pessoas lutam por doutrinas e dogmas; não ouvimos falar de alguém que tenha sido assassinado na tentativa de conseguir a união divina! Uma “guerra religiosa” é, na realidade, egoísmo enfurecido em larga escala. Como diria Swami Prabhavananda, fundador da Vedanta Society of Southern California – USA,  sorrindo: “Se você colocar Jesus, Buda e Maomé juntos numa mesma sala, eles se abraçarão; mas, se colocar seus seguidores juntos, eles poderão matar-se uns aos outros!”
A verdade é uma só, mas aparece filtrada pela limitada mente humana. Essa mente vive em uma cultura particular, tem sua própria experiência do mundo e vive em um ponto da história particular. A Realidade infinita é então processada através das limitações de espaço, tempo, causalidade, e, além disso, processada através dos  limites humanos da compreensão e da linguagem. As manifestações da verdade – escrituras, sábios e profetas – necessariamente irão variar de era para era e de cultura para cultura. A luz, quando é refratada através de um prisma, aparece em várias cores, quando observada de diferentes ângulos. Porém, a luz permanece sempre a mesma e pura luz.  Isso também é verdade quando nos referimos à verdade espiritual.
Não queremos dizer que todas as religiões são “quase idênticas”. Isso seria uma afronta à beleza diferenciada e à grandeza individual de cada uma das tradições espirituais do mundo. Dizer que cada religião é igualmente verdadeira e autêntica não significa dizer que uma possa ser substituída por outra, como fazemos com marcas genéricas de aspirina.
De acordo com a Vedanta, toda religião tem uma dádiva específica a oferecer à humanidade; toda religião traz consigo um ponto de vista único, que enriquece o mundo. O cristianismo enfatiza o amor e o sacrifício; o judaísmo, o valor da sabedoria espiritual e da tradição. O islamismo enfatiza a fraternidade universal e a igualdade, enquanto que o budismo advoga a compaixão e a atenção plena. A tradição nativa americana ensina a reverência pela Terra e ao mundo natural que nos rodeia. A Vedanta, ou tradição hindu, enfatiza a unidade da existência e a necessidade da experiência mística direta.
As tradições espirituais do mundo são como diferentes peças de um gigantesco quebra-cabeças: cada peça é diferente e cada peça é essencial para completar todo o quadro. Cada peça deve ser honrada e respeitada, enquanto nos mantemos firmes com nossa peça particular do quebra-cabeças. Podemos aprofundar nossa própria espiritualidade e aprender sobre nossa própria tradição, estudando outras crenças. E de forma igualmente importante: estudar bem nossa própria tradição nos tornará mais capazes  de apreciar a verdade das outras tradições. 
Do mesmo modo que honramos as diversas religiões do mundo e respeitamos seus adeptos, devemos crescer e nos aprofundar em nosso próprio e particular caminho espiritual – qualquer que seja ele. Não devemos explorar um pouquinho de budismo,  um pouquinho de Islamismo e um pouquinho de cristianismo e então tentar um novo prato combinado na semana seguinte. A prática espiritual não é um buffet variado. Se lançarmos cinco variedades de sobremesas num processador de alimentos, o máximo que obteremos será uma miscelânea intragável.
Enquanto a Vedanta enfatiza a harmonia das religiões, ela também dá ênfase à necessidade de mergulharmos profundamente na tradição espiritual de nossa escolha, apegando-nos a ela e trabalhando duro. Parafraseando Ramakrishna, se você quer cavar um poço tem de escolher o local e cavar profundamente até alcançar a água. De nada adianta cavar um monte de buracos rasos.
Enquanto uma vida espiritual pouco profunda é provavelmente melhor que nenhuma, ela, contudo, não nos leva para onde queremos ir: para a liberdade, para a realização de Deus. Quando escolhemos o caminho espiritual que queremos seguir, devemos segui-lo persistentemente até que alcancemos a meta. O importante é que podemos fazê-lo enquanto não apenas valorizamos outras tradições, mas também enquanto aprendemos  com elas.
 A Vedanta afirma que todas as religiões contém as mesmas e essenciais verdades, embora  o acondicionamento seja diferente. E isso é bom. Cada ser humano do planeta é único. Nenhum de nós, na verdade, pratica a mesma religião. A mente de cada pessoa é diferente e cada pessoa necessita do seu próprio e único caminho para alcançar o alto da montanha. Alguns caminhos são estreitos, outros são largos. Alguns são sinuosos e difíceis, enquanto outros são seguros e tediosos. No final, todos chegaremos ao topo da montanha. Portanto, não devemos nos preocupar se nossos vizinhos se perderem no percurso. Eles também serão bem-sucedidos. Todos necessitamos de diferentes abordagens que combinem com nossas diferentes naturezas.
Apesar das variações exteriores das religiões do mundo, os conteúdos têm mais similaridades que diferenças. Toda religião ensina virtudes morais e éticas similares; todas ensinam a importância da luta espiritual e a necessidade de honrar nossos companheiros seres humanos, como parte dessa luta.
”Assim como diferentes rios têm suas fontes em lugares diversos, mas todos mesclam suas águas às do mar,” diz uma antiga oração sânscrita, “assim também, Ó Senhor, os diferentes caminhos que as pessoas tomam por suas diferentes tendências, embora pareçam diferentes, sinuosos ou retos, todos levam a Ti.”